# Art d'Oceania
L'art d'Oceania és un conglomerat d'estils, tècniques i tradicions que reflecteixen les distintes cultures que ocupen aquest continent, marcades per la seva insularitat, que ha provocat un gran nombre de senyes culturals en les diverses illes i arxipèlags, que durant molt de temps estigueren aïllats del món exterior.
Des de l'època prehistòrica es van desenvolupar diverses cultures, producte de les diverses onades de migracions dels pobladors primitius. Abans de l'arribada de l'humà occidental que suposarà un nou tipus de mestissatge, es distingien, i encara es distingeixen, tres grups ètnics principals: els aborígens australians primitius, els papús, principalment presents a Nova Guinea i els arxipèlags propers, i els descendents dels austronesis, presents a Oceania Propera i Oceania Llunyana, incloent Micronèsia, dels quals procedeixen els pobles polinèsics que habiten dins del gran triangle polinèsic (Hawaii, Rapa Nui, Nova Zelanda). Cada ètnia generà diverses i variades civilitzacions als arxipèlags aïllats que formen el continent oceànic.
L'art oceànic es caracteritza per la seva temàtica generalment religiosa i per un tractament realista en les seves representacions figuratives, un cert caràcter magicosimbòlic i una estilització i esquematització geomètrica de les formes, arribant de vegades al simple signe.

## Història

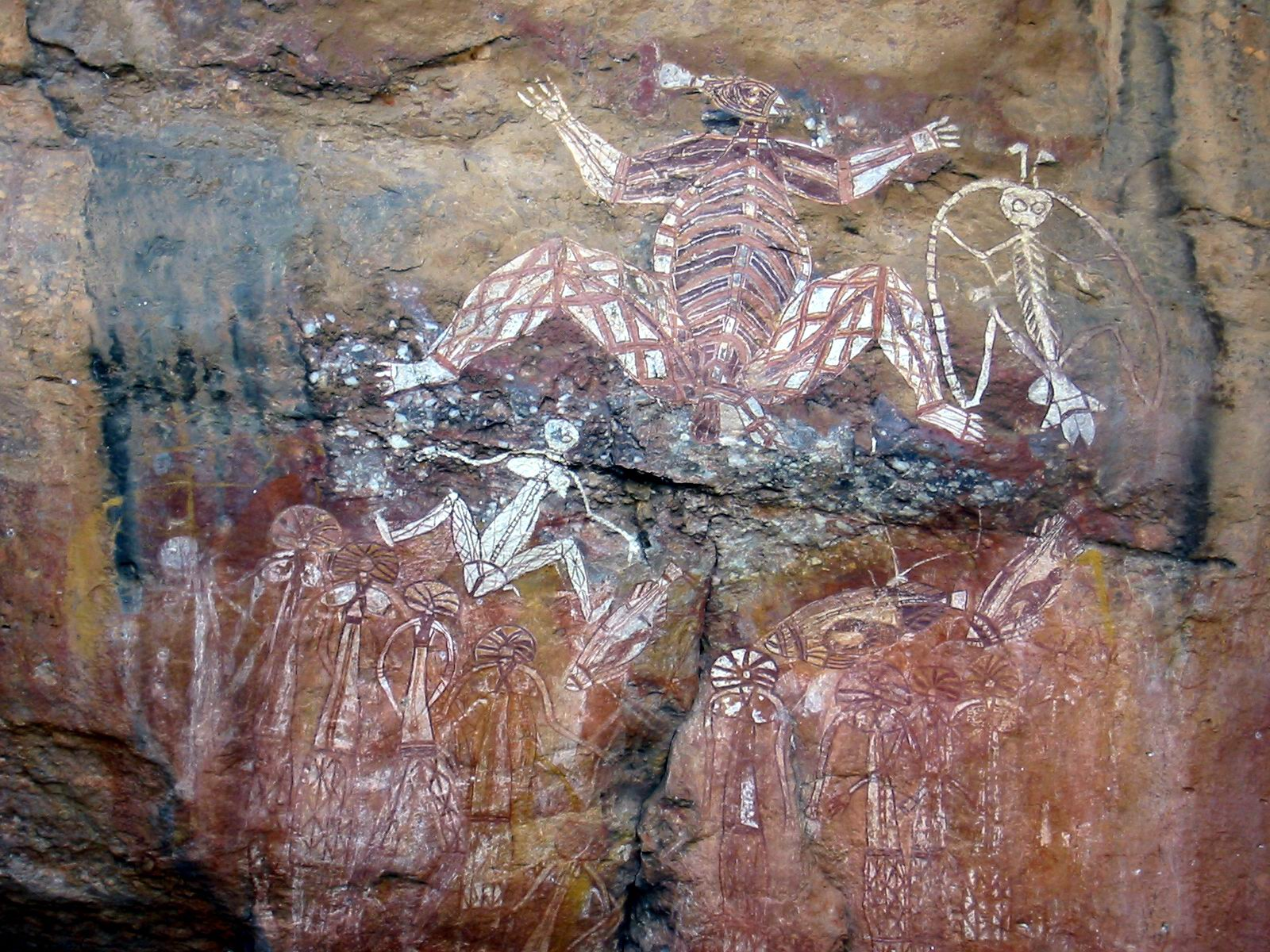
Pintura rupestre dels aborígens australians

La primera cultura desenvolupada a la zona de l'oceà Pacífic fou la lapita (1500-500 aC), originada a Nova Caledònia i estesa per Nova Guinea i Polinèsia occidental (illes Salomó, Vanuatu, Fidji, Tonga i Samoa, principalment). Es caracteritza per la seva ceràmica, decorada amb motius dentats fets amb pintes o pues, així com objectes d'obsidiana i petxines. Entre el 500 aC i el 500 dC, continuà la colonització cap a Micronèsia, Melanèsia i Polinèsia oriental (illes de la Societat, Marqueses, illa de Pasqua, Hawaii), encara que en aquestes primeres fases no s'han trobat nombrosos vestigis, excepte alguns utensilis i vidrets, principalment de petxines. A Austràlia, destaquen les pintures rupestres, que són bastant esquemàtiques, i arriben a la simplificació geomètrica.

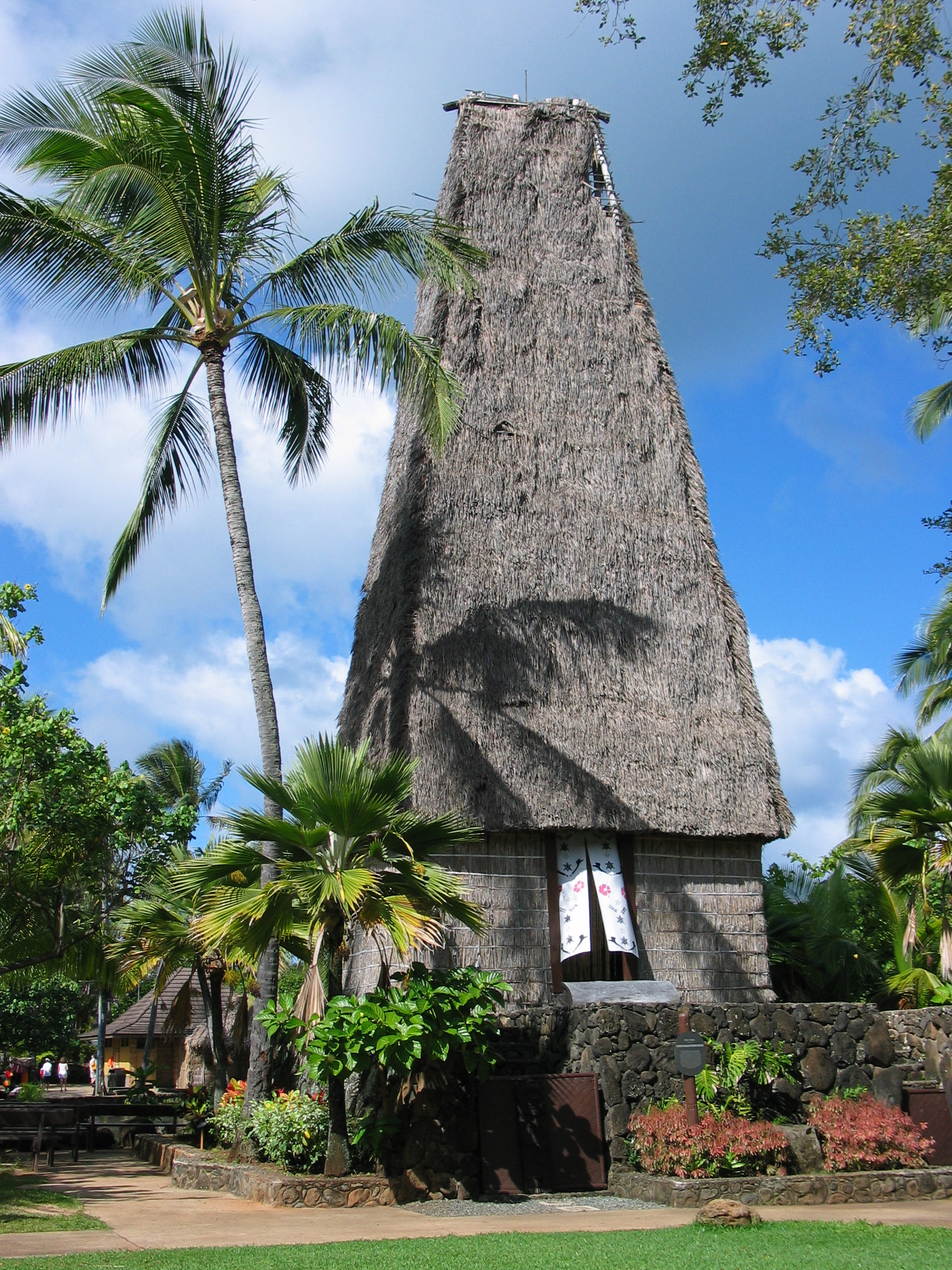
Casa de reunió melanèsia

Als segles següents, continuà l'expansió polinèsia cap a la perifèria oceànica (Nova Zelanda, illes Kermadec, illes Chatham). Es produí una gran diversificació cultural i artística: tan sols a Melanèsia, per exemple, hi havia més de 1.000 grups ètnics diferenciats. La majoria de manifestacions artístiques eren de caràcter ritual, relacionades amb danses i cerimònies de tipus animista o politeista. A Micronèsia, es produïren elaborats complexos arquitectònics amb escultures de pedra i megàlits. A Yap (illes Carolines), aparegué un tipus de moneda de pedra composta per grans discs amb un forat central. A Guam i les illes Marianes, destaquen les cases sobre columnes de pedra (latte). A Hawaii, es construïren grans temples (heiau), amb escultures de fusta de fins a tres metres que representaven els seus déus. A les illes Marqueses, es donaren un tipus de construccions de cases megalítiques sobre plataformes de pedra, amb grans estàtues antropomòrfiques. A Nova Zelanda, els maorís desenvoluparen un tipus de talla de fusta amb figures de líders polítics i religiosos, així com penjants de nefrita tallada (hei tiki). Finalment, cal destacar la construcció a l'illa de Pasqua dels famosos caps monolítics (moai), dels quals se n'erigiren uns 600 entre l'any 900 i el 1600. Són figures de 4 o 5 metres, que se situaven sobre plataformes de pedra que servien de base als temples (ahu) de culte als ancestres.
A època moderna, l'art continuà sent predominantment indígena, encara que es realitzaren els primers contactes amb la civilització occidental. En els viatges de James Cook per l'oceà Pacífic (1768-1780) reuní una sèrie d'obres d'art que incloïen teixits, escultures, joies, mobles, armes, eines, instruments musicals, etc. A Melanèsia, destaquen les grans cases de reunió o «cases dels esperits», dedicades a cerimònies relacionades amb el culte als avantpassats. Continuà la talla de figures antropomòrfiques –principalment deïtats locals–, com la de Kukailimoku, déu de la guerra hawaià (Museu Britànic), o el déu A'a, de Rurutu (illes Australs). També prosseguí la tradició de les màscares, especialment a Nova Guinea (mai), Nova Irlanda (malanggan) i Nova Caledònia (apuema). Els asmat, tribu d'Irian Jaya (Nova Guinea), construïen uns pilars commemoratius (bisj) d'entre 5 i 10 metres d'alçària, tallats amb figures antropomòrfiques, l'una damunt de l'altra. A les illes Salomó, es donen estàtues de fusta (indalo) de figures humanes o animals, amb incrustacions de petxines. A Austràlia, continuà la tradició de les pintures rupestres, així com les xuringues, peces de fusta, pedra o petxina, decorades amb motius geomètrics.

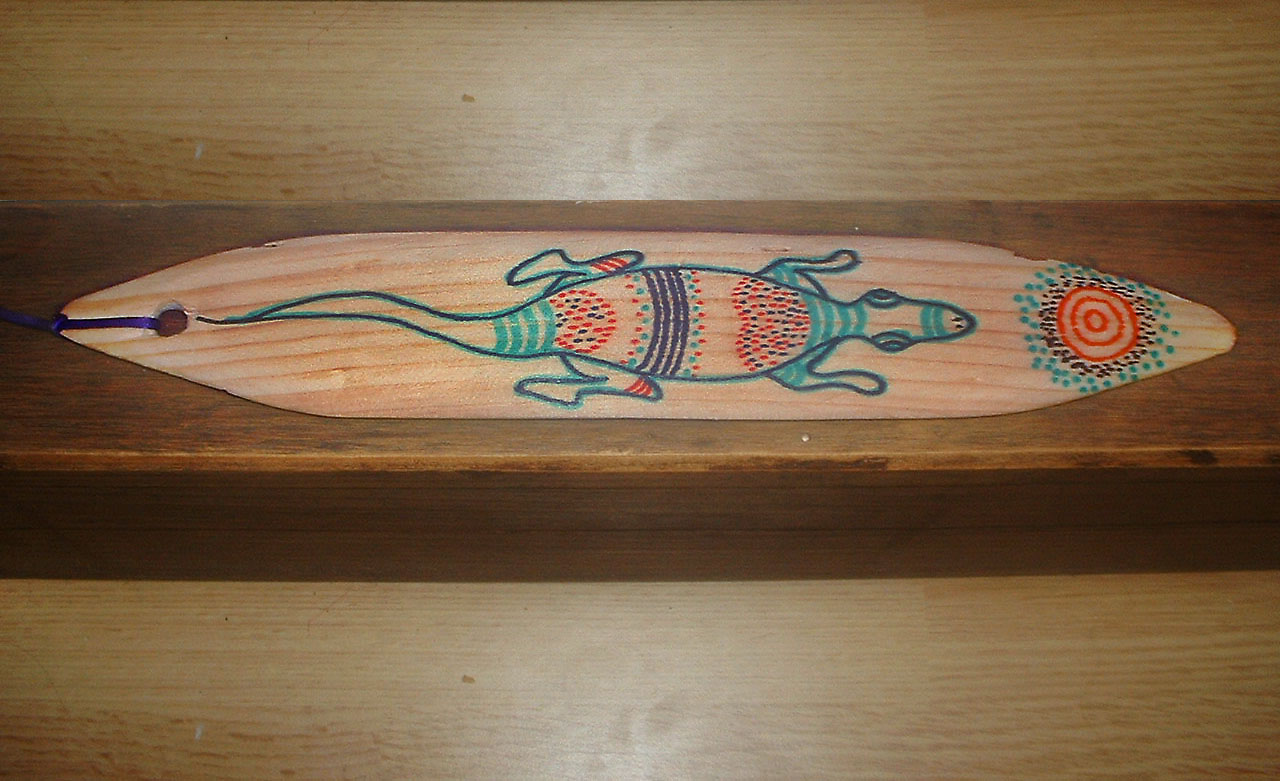
Xuringa o bramadera dels aborígens australians
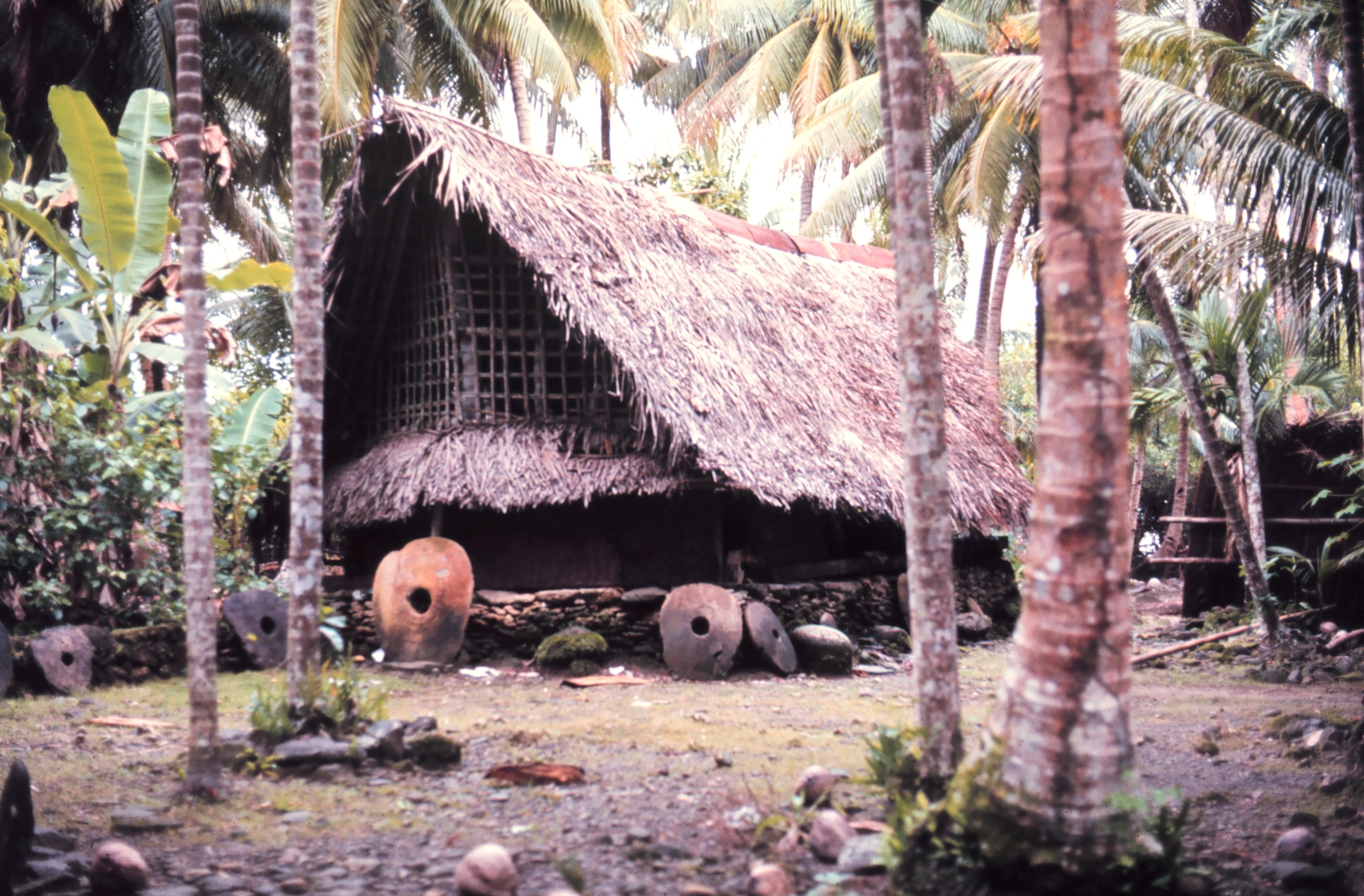
Casa amb nombroses «pedres-moneda»
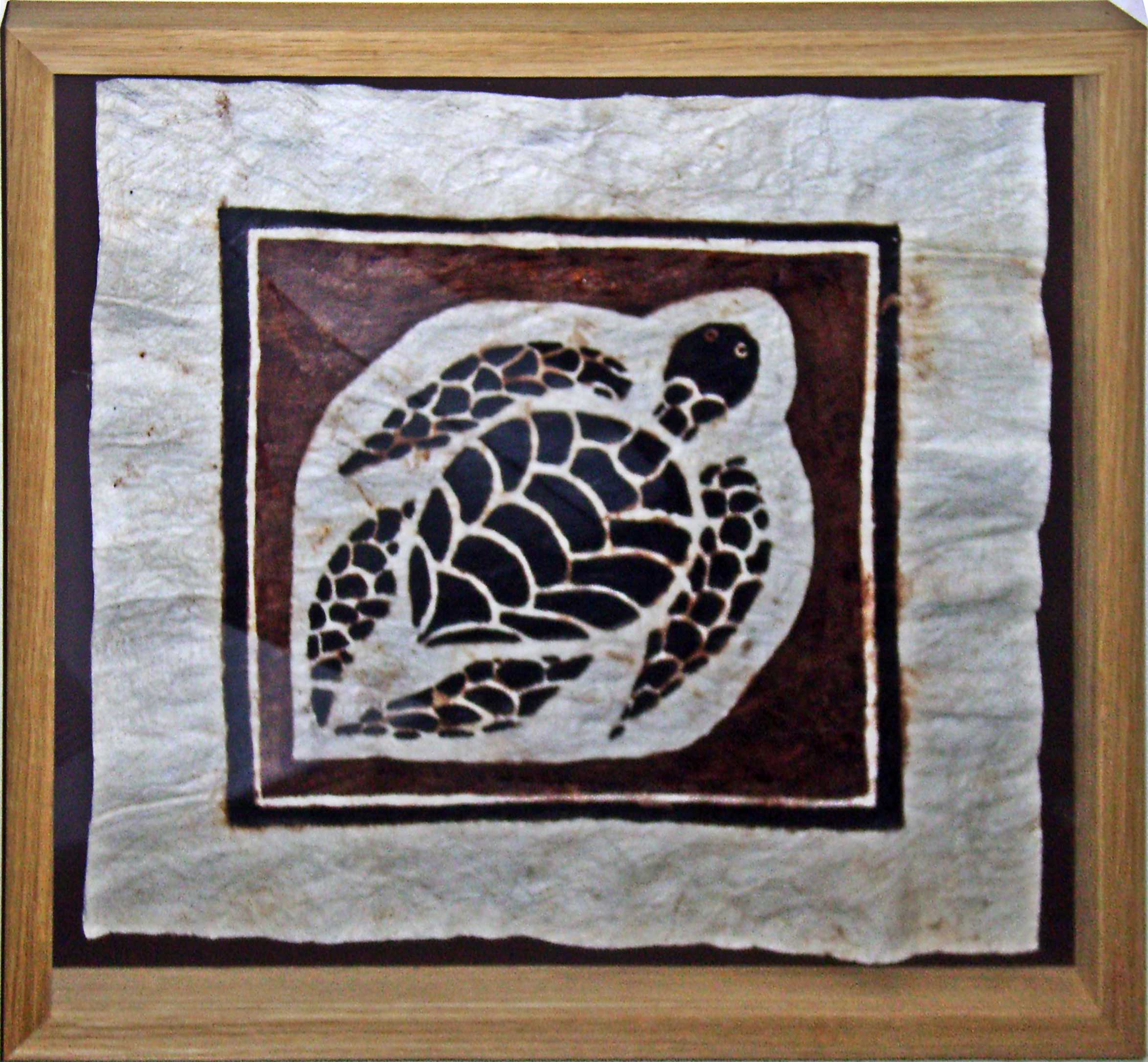
Estora d'escorça o tapa
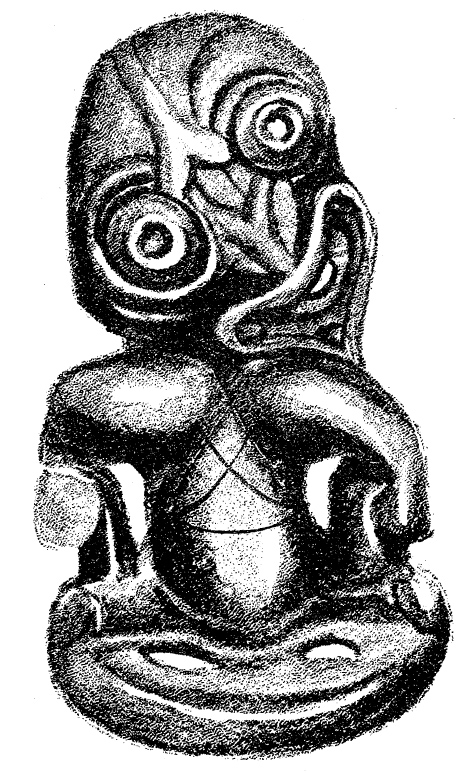
Tiki o amulet de jade